# Giovanna Santorsola
Giovanna "Gianna" Santorsola – wenezuelska judoczka.
Uczestniczka mistrzostw świata w 1989. Wygrała igrzyska Ameryki Środkowej i Karaibów w 1986. Brązowa medalistka mistrzostw panamerykańskich w 1986 roku.